# Septuor

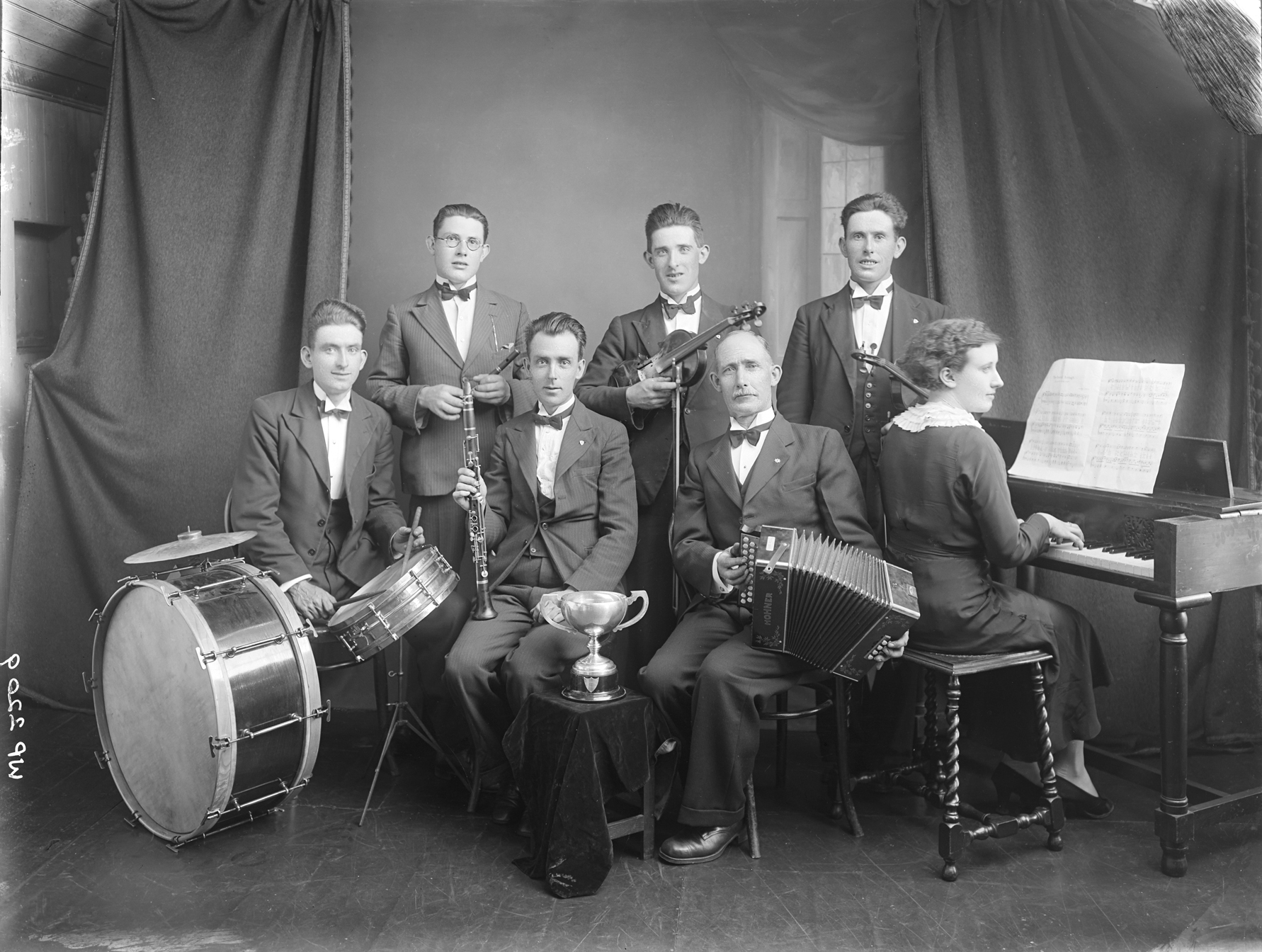
Un septuor vers 1920

En musique, un septuor, intermédiaire entre le sextuor et l'octuor, désigne : 
- un ensemble de sept chanteurs ou instrumentistes,
- une écriture musicale à sept parties solistes, avec ou sans accompagnement,
- une œuvre de musique de chambre pour sept musiciens de genre et de forme très variés.

## Ensemble musical
Un septuor — ou septet, en jazz — est tout d'abord un ensemble musical composé de sept musiciens solistes, ou de sept groupes de musiciens — ou par métonymie, sept pupitres.

## Genre musical
Un septuor est également un genre musical destiné à ce type de formation. Il désigne alors une pièce musicale à sept parties simultanées, interprétée par sept solistes, avec ou sans accompagnement.
Dans la musique classique, et plus précisément la musique de chambre, le mot désigne une sonate pour sept instruments solistes. Il est fréquemment écrit pour une combinaison de cordes et de vents. Par exemple, le Septuor en mi bémol majeur pour violon, alto, violoncelle, contrebasse, clarinette, cor et basson, op. 20 de Ludwig van Beethoven (1800). Mais aussi le Septuor en mi bémol majeur op. 65 pour trompette, quintette à cordes et piano de Camille Saint-Saëns (1879-1880), le Septuor pour clarinette, basson, cor, piano, violon, alto et violoncelle d'Igor Stravinsky (1952-1953).

### Principaux septuors

#### Précurseurs
- Wolfgang Mozart : Divertimento no 11 en ré majeur KV 251 ("Nannerl-Septett") (1776) pour hautbois, deux cors, deux violons, alto, contrebasse
- Ignaz Pleyel : Septuor en mi bémol majeur B.251 (1787) pour deux cors, quatuor à cordes, contrebasse

#### Formation à cordes et à vents
- Ludwig van Beethoven : Septuor en mi bémol majeur op. 20 (1799) pour clarinette, basson, cor, violon, alto, violoncelle, contrebasse
- Peter von Winter : Septuor en mi bémol majeur op. 10 (imprimé en 1803) pour clarinette (ou hautbois), basson, deux cors, trio à cordes
- Conradin Kreutzer : Grand Septuor en mi bémol majeur op. 62 (1822) pour clarinette, basson, cor, violon, alto, violoncelle, contrebasse
- Franz Berwald : Grand Septuor en si bémol majeur (1828) pour clarinette, basson, cor, violon, alto, violoncelle, contrebasse
- Archiduc Rodolphe d'Autriche : Septuor en mi mineur (1830) pour clarinette, basson, cor, violon, alto, violoncelle, contrebasse
- Max Bruch : Septuor en mi bémol majeur op. posth. (1849) pour clarinette, basson, cor, deux violons, violoncelle, contrebasse
- Adolphe Blanc : Septuor en mi majeur op. 40 (1860) pour clarinette, basson, cor, violon, alto, violoncelle, contrebasse
- Vincent d'Indy : Suite dans le style ancien en ré majeur op. 24 (1886) pour deux flûtes, trompette, quatuor à cordes
- Joseph Miroslav Weber : Aus meinem Leben E-Dur (1896, imprimé en 1899) pour clarinette, basson, deux cors, trio à cordes
- Bohuslav Martinů : Sérénade no 3 pour hautbois, clarinette, quatre violons et violoncelle (1932)
- Hanns Eisler : 
  - Suite no 1 pour septuor op. 92a (1940) (Variations on American Children's Songs) pour flûte, clarinette, basson et quatuor à  cordes
  - Septuor no 2 « Circus » (1947), tous deux pour flûte, clarinette, basson, quatuor à cordes, inspiré du film Le Cirque de Charlie Chaplin
- André Jolivet : Rhapsodie à sept (1957) pour clarinette, basson, cornet à pistons, trombone, percussion, violon et contrebasse

#### Ensemble à cordes et à vents avec instrument à clavier ou harpe
- Ferdinand Ries : Septuor op. 25 (1808) pour clarinette, deux cors, violon, violoncelle, contrebasse, piano
- Johann Nepomuk Hummel : 
  - Septuor no. 1 en ré mineur op. 74 (1816) pour flûte, hautbois, cor, alto, violoncelle, contrebasse, piano
  - Septuor no. 2 en do majeur « Militaire » op. 114 (1829) pour flûte, clarinette, trompette, violon, violoncelle, contrebasse, piano
- Mikhaïl Glinka : Sérénade sur des thèmes d'Anna Bolena (1832) pour piano, harpe, basson, cor, alto, violoncelle et contrebasse
- Ignaz Moscheles : Grand septuor en ré majeur op. 88 (1832-33) pour clarinette, cor, violon, alto, violoncelle, contrebasse, piano
- Friedrich Kalkbrenner : Septuor en la majeur op. 132 (1835) pour hautbois, clarinette, basson, cor, violoncelle, contrebasse, piano
- Alexander Fesca : Septuor no 1 en ut mineur op. 26 (1842) pour hautbois, cor, violon, alto, violoncelle, contrebasse, piano
- George Onslow : Septuor en si bémol majeur op. 79a (1849) pour flûte, hautbois, clarinette, basson, cor, contrebasse, piano
- Louis Spohr : Septuor en la mineur op. 147 (1853) pour flûte, clarinette, basson, cor, violon, violoncelle, piano
- Camille Saint-Saëns : Septuor en mi bémol majeur  op. 65 (1879-80) pour trompette, deux violons, alto, violoncelle, contrebasse, piano
- Maurice Ravel : Introduction et Allegro (1906) pour flûte, clarinette, quatuor à cordes, harpe
- Arnold Schönberg : Suite op. 29 (1924-26) pour deux clarinettes, clarinette basse, violon, alto, violoncelle, piano
- Leoš Janáček : Concertino (1925) pour piano, deux violons, alto, clarinette, cor et basson
- Bohuslav Martinů :
  - groupe de six danses appelé Les Rondes (1930) pour hautbois, clarinette, basson, trompette, deux violons et piano
  - Fantaisie (1944) pour thérémine, hautbois, piano et quatuor à cordes
- Charles Koechlin : Sonate à 7 op. 221 (1949) pour hautbois, flûte, quatuor à cordes, harpe
- Igor Stravinsky : Septuor (1953) pour clarinette, cor, basson, violon, alto, violoncelle, piano
- John Cage : Seven (1988) pour flûte, clarinette, violon, alto, violoncelle, percussion, piano
- Rudi Stephan : Musique pour 7 instruments à cordes (harpe, piano et quintette à cordes) (1911)

#### Formation de cordes
- Richard Strauss : Métamorphoses (1945), version originale pour deux violons, deux altos, deux violoncelles, contrebasse ;
- Darius Milhaud, Septuor à cordes (1964) pour sextuor à cordes et contrebasse ;
- John Adams : Shaker Loops (1978) pour septuor à cordes.

#### Formation d'instruments à vent
- Vincent d'Indy : Chanson et danses, op. 50 (1898), pour flûte, hautbois, 2 clarinettes, cor et 2 bassons
- Charles Koechlin : Septuor d'instruments à vent op. 165 (1937) pour flûte, hautbois, cor anglais, clarinette, saxophone, basson, cor
- Paul Hindemith : Septuor pour vents (1948) pour flûte, hautbois, clarinette, clarinette basse, basson, cor, trompette

#### Autres formations
- André Caplet : Septuor à cordes vocales et instrumentales, pour quatuor à cordes et trois voix de femme (1909)
- Heitor Villa-Lobos : 
  - Chôros no 3 (1925) « Pica-páo » (pic-vert), pour clarinette, basson, saxophone, trois cors et trombones (ou alternativement pour chœur d'hommes ou les deux),
  - Chôros no 7 « Settimino » (1924) pour flûte, hautbois, clarinette, saxophone alto, basson, violon, violoncelle, tam-tam (ad libitum)
- Morton Feldman :
  - False Relationships and the Extended Ending (1968) pour trombone, violon, violoncelle, trois pianos, cloches tubulaires
  - The Straits of Magellan (1961) pour flûte, cor, trompette, guitare électrique, harpe, piano, contrebasse
  - For Frank O'Hara (1973) pour flûte, clarinette, violon, violoncelle, deux percussionnistes, piano
- Goffredo Petrassi : Grand Septuor avec clarinette concertante (1977-78), concerto de chambre pour clarinette, trompette, trombone, violon, violoncelle, guitare et percussion
- John Cage : Seven² (1990) pour flûte basse, clarinette basse, trombone basse, deux percussionnistes, violoncelle, contrebasse